# Башано (Сијена)
Башано је насеље у Италији у округу Сијена, региону Тоскана.
Према процени из 2011. у насељу је живело 49 становника. Насеље се налази на надморској висини од 320 м.